# جک استلی
جک استلی (انگلیسی: Jack Astley; ۳ دسامبر ۱۹۰۹ – ۸ نوامبر ۱۹۸۴) بازیکن فوتبال اهل بریتانیا بود.
از باشگاه‌هایی که در آن بازی کرده‌است می‌توان به باشگاه فوتبال ساوتپورت، باشگاه فوتبال کاونتری سیتی، و باشگاه فوتبال برنتفورد اشاره کرد.
وی همچنین در تیم ملی فوتبال League of Ireland XI بازی کرده‌است.